# Ghiacciaio Svetovrachene
Il ghiacciaio Svetovrachene è un ghiacciaio lungo circa 7,5 km e largo 4, situato sull'isola Brabant, una delle isole dell'arcipelago Palmer, al largo della costa nord-occidentale della Terra di Graham, in Antartide. In particolare, il ghiacciaio, sito a nord della parte inferiore del ghiacciaio Malpighi e a sud del ghiacciaio Mitev, fluisce verso sud-est a partire dal versante meridionale delle cime Avroleva e da quello sud-orientale dell'altopiano Taran,  scorrendo tra la cresta Basarbovo e il colle Einthoven, fino a entrare nel passaggio Pampa, a nord-est di punta Bov.

## Storia
Il ghiacciaio Svetovrachene è stato così battezzato dalla Commissione bulgara per i toponimi antartici in onore del villaggio di Svetovrachene, nella Bulgaria occidentale.